# Championnats de Chine de cyclisme sur route
Les championnats de Chine de cyclisme sur route sont les championnats nationaux organisés en Chine.

## Podiums des championnats masculins

### Course en ligne
| Année     | Vainqueur                          | Deuxième                           | Troisième                          |
| --------- | ---------------------------------- | ---------------------------------- | ---------------------------------- |
| 2002      | Feng Luanyun                       |                                    |                                    |
| 2003      | Wang Guozhang (de)                 | Shi Guijun                         | Xiao Yechen                        |
| 2004      | Pas organisé ou résultats inconnus | Pas organisé ou résultats inconnus | Pas organisé ou résultats inconnus |
| 2005      | Huang Jinbao                       | Huang Yicheng                      | Ji Xitao                           |
| 2006      | Ma Haijun                          | Lin Qijun                          | Liu Peng                           |
| 2007      | Xu Gang                            | Hui Guo                            | Deng Hongye                        |
| 2008      | Liu Yilin                          | Xu Gang                            | Li Fuyu                            |
| 2009      | Xu Gang                            | Liu Bo                             | Yu Shijie                          |
| 2010-2011 | Pas organisé ou résultats inconnus | Pas organisé ou résultats inconnus | Pas organisé ou résultats inconnus |
| 2012      | Xu Gang                            | Wang Meiyin                        | Kwok Ho-ting                       |
| 2013      | Shuang Shan                        | Qiao Feng                          | Wong Kam-po                        |
| 2014      | Zhao Jingbiao                      | Niu Yikui                          | Xi Cao                             |
| 2015      | Hou Yake                           | Xue Chaohua                        | Wang Meiyin                        |
| 2016      | Ma Guangtong                       | Liu Jiankun                        | Xue Chaohua                        |
| 2017      | Zhao Jingbiao                      | Ma Guangtong                       | Yang Haoran                        |
| 2018      | Niu Yikui                          | Qi Junshan                         | Wang Meiyin                        |
| 2019      | Xue Chaohua                        | Niu Yikui                          | Ma Binyan                          |
| 2020      | Wang Meiyin                        | Wang Ruidong                       | Wu Junjie                          |
| 2021      | Pas organisé                       | Pas organisé                       | Pas organisé                       |
| 2022      | Niu Yikui                          | You Liming                         | Li Honghai                         |
| 2023      | Ma Binyan                          | Wang Ruidong                       | Hu Haijie                          |
| 2024      | Hao Ran                            | Wang Ruidong                       | Liu Chenrui                        |
| 2025      | Miao Chengshuo                     | Su Haoyu                           | Li Yuheng                          |

### Contre-la-montre
| Année | Vainqueur                          | Deuxième                           | Troisième                          |
| ----- | ---------------------------------- | ---------------------------------- | ---------------------------------- |
| 2002  | Wu Gang                            |                                    |                                    |
| 2003  | Wang Guozhang (de)                 |                                    |                                    |
| 2006  | Song Baoqing                       | Ma Haijun                          | Li Fuyu                            |
| 2007  | Song Baoqing                       | Ma Haijun                          | Ji Xitao                           |
| 2008  | Pas organisé ou résultats inconnus | Pas organisé ou résultats inconnus | Pas organisé ou résultats inconnus |
| 2009  | Li Fuyu                            | Luo Jianshi                        | Zhang Wenlong                      |
| 2010  | Pas organisé ou résultats inconnus | Pas organisé ou résultats inconnus | Pas organisé ou résultats inconnus |
| 2011  | Cheung King-lok                    | Liu Biao                           | Luo Jianshi                        |
| 2012  | Xue Mingxing (de)                  | Cheung King-lok                    | Wang Meiyin                        |
| 2013  | Cheung King-lok                    | Chen Libin                         | Li Wei                             |
| 2014  | Wu Nan                             | Zhi Hui Jiang                      | Zhao Jingbiao                      |
| 2015  | Wu Nan                             | Xu Yulong                          | Wang Fengnian                      |
| 2016  | Xu Yulong                          | Liu Jiankun                        | Guo Liang                          |
| 2017  | Cheung King-lok                    | Xu Yulong                          | Victor Lau Wan-hei                 |
| 2018  | Hao Ran                            | Shi Hang                           | Bai Lijun                          |
| 2019  | Shi Hang                           | Chen Libin                         | Bai Lijun                          |
| 2020  | Xue Ming                           | Liu Hao                            | Bai Lijun                          |
| 2021  | Pas organisé                       | Pas organisé                       | Pas organisé                       |
| 2022  | Bai Lijun                          | Li Honghai                         | Vincent Lau Wan-yau                |
| 2023  | Xue Ming                           | Miao Chengshuo                     | Su Haoyu                           |
| 2024  | Miao Chengshuo                     | Cao Houwang                        | Hao Ran                            |
| 2025  | Xue Ming                           | Su Haoyu                           | Miao Chengshuo                     |

### Critérium
| Année | Vainqueur          | Deuxième     | Troisième     |
| ----- | ------------------ | ------------ | ------------- |
| 1999  | Xiao Yechen        |              |               |
| 2002  | Wang Guozhang (de) |              |               |
| 2014  | Wang Meiyin        | Jiang Zhihui | Zou Bo        |
| 2020  | Niu Yikui          | Xue Chaohua  | Zhang Zheng   |
| 2024  | Wang Ruidong       | Wu Junjie    | Li Zisen      |
| 2025  | Wang Ruidong       | Jiang Zhihui | Wang Kuicheng |

### Course en ligne espoirs
| Année | Vainqueur     | Deuxième      | Troisième      |
| ----- | ------------- | ------------- | -------------- |
| 2023  | Ju Jinyang    | Li Tiancheng  | Sun Changsheng |
| 2024  | Pei Zhengyu   | Zhang Baoshan | Lang Keshen    |
| 2025  | Zhang Baoshan | Chen Yusheng  | Li Tianyu      |

### Contre-la-montre espoirs
| Année | Vainqueur    | Deuxième     | Troisième      |
| ----- | ------------ | ------------ | -------------- |
| 2023  | Ju Jinyang   | Li Tiancheng | Sun Changsheng |
| 2024  | Luo Pengpeng | Yang Mingsen | Pei Zhengyu    |
| 2025  | Ju Jinyang   | Luo Pengpeng | Zheng Zhang    |

### Course en ligne juniors
| Année | Vainqueur    | Deuxième     | Troisième     |
| ----- | ------------ | ------------ | ------------- |
| 2002  | Pu Qingqing  |              |               |
| 2006  | Wang Meiyin  | Yang Yinghan | Dong Xiaoyong |
| 2014  | Zhang Heng   | Zhu Xiuhui   | Gu Tianhao    |
| 2017  | Chen Yiming  | Wang Ruidong | Li Shuaipeng  |
| 2018  | Ma Xinyang   | Li Boan      | Lu Jiacheng   |
| 2024  | Liu Yangshuo | Wang Kun     | Zhang Rongqi  |
| 2025  | Mao Yining   | Li Junjun    | Qin Haoran    |

### Contre-la-montre juniors
| Année | Vainqueur    | Deuxième     | Troisième     |
| ----- | ------------ | ------------ | ------------- |
| 2002  | Liu Yuezhen  |              |               |
| 2006  | Qi Pengfei   | Qi Yue       | Zhang Hui     |
| 2014  | Gao Zibo     | Shi Yanhui   | Dai Fu        |
| 2016  | Liu Manduo   |              |               |
| 2018  | Zhang Haiao  | Sun Wentao   | Chen Yixin    |
| 2022  | Han Hongbo   | Wang Pengkai | Liu Xiaofan   |
| 2024  | Liu Yangshuo | Li Zihan     | Li Xiaoman    |
| 2025  | Li Xiaoman   | Mao Yining   | Zhang Qiaochu |